# Premio letterario internazionale Santa Barbara
Il premio letterario internazionale Santa Barbara è un concorso di narrativa, istituito nel 2004 dal Parco tecnologico archeologico delle colline metallifere grossetane, per racconti brevi inediti dedicati al tema “miniera, natura e cultura”, teso a rinnovare la tradizione dei festeggiamenti di Santa Barbara (santa patrona dei minatori) e per proseguire nel solco dell'esperienza letteraria sull'epopea mineraria, dai grandi romanzi dell'Ottocento a Carlo Cassola e Luciano Bianciardi.
La cerimonia di premiazione si tiene, ogni anno, nello scenario del Teatro delle Rocce di Gavorrano (Grosseto).
Dal 2005 presidente della giuria è Pamela Villoresi.
Dal 2008 è possibile concorrere anche con testi in lingua inglese. Tutte le opere in concorso sono state distribuite con licenza Creative Commons (cc-by-NC-2.5). Per questo Wikimedia Italia ha offerto un premio "del pubblico" da assegnare mediante votazione da parte degli utenti dei progetti Wikimedia.

## Vincitori
- 2005: (ex aequo) Raffaello Spagnoli - Cencio  e Roberta Pieraccioli - Donne di miniera
- 2006: Daniela Raimondi - Nel buio
- 2007: Norberto Sabatini - Com'eri bello figlio mio
- 2008: Linda Lonzi - Fratelli di Miniera
- 2009: Renato Pisani - La Miniera sulla Luna

## Premio Speciale Wikimedia Italia
- 2008: Karim Mangino - L'Attesa